# Angry Birds филм
 филм (енгл. The Angry Birds Movie; дословно као Љуте птице филм) је финско-амерички анимирани хумористички филм из 2016. године заснован на Rovio Entertainment истоименој серији видео-игрица, који продуцирају Columbia Pictures и Rovio Animation и дистрибуира Sony Pictures Releasing. Режисери филма су Клеј Кејтис и Фергал Рејли у свом режисерском дебију и написао га је Џон Вити. Главне гласове улоге тумаче Џејсон Судејкис, Џош Гед, Дени Макбрајд, Маја Рудолф, Шон Пен, Тони Хејл, Киган-Мајкл Кеј, Бил Хејдер и Питер Динклиџ.
Angry Birds филм је изашао 20. маја 2016. године у Сједињеним Америчким Државама и Канади. Филм је остварио финансијски успех, зарадивши преко 352 милиона долара широм света и поставши четврти филм заснован на игри који је највише зарадио, иза филмова Warcraft: Почетак, Покемон: Детектив Пикачу и Rampage. Наставак филма је изашао 19. августа 2019. године, чији је копродуцент Sony Pictures Animation. Филм је добио помешане коментаре критичара који су похвалили анимацију и гласовну глуму али су критиковали причу и хумор.
У Србији је премијера била 7. маја 2016. године, са синхронизацијом на српски језик. Дистрибуцију је радио Con Film, а синхронизацију Ливада Београд.

## Радња
Радња филма одвија се на острву насељено искључиво срећним птицама — или је бар већина њих срећна. У овом рају, Црвени (птица са проблематичним темпераментом), луди Чак и нестабилни Бомба одувек су били аутсајдери. Али када острво посете мистериозне зелене свиње, управо ће ова тројица имати задатак да открију због чега су ова створења посетила баш њихово мало место.